# Futbol flagowy

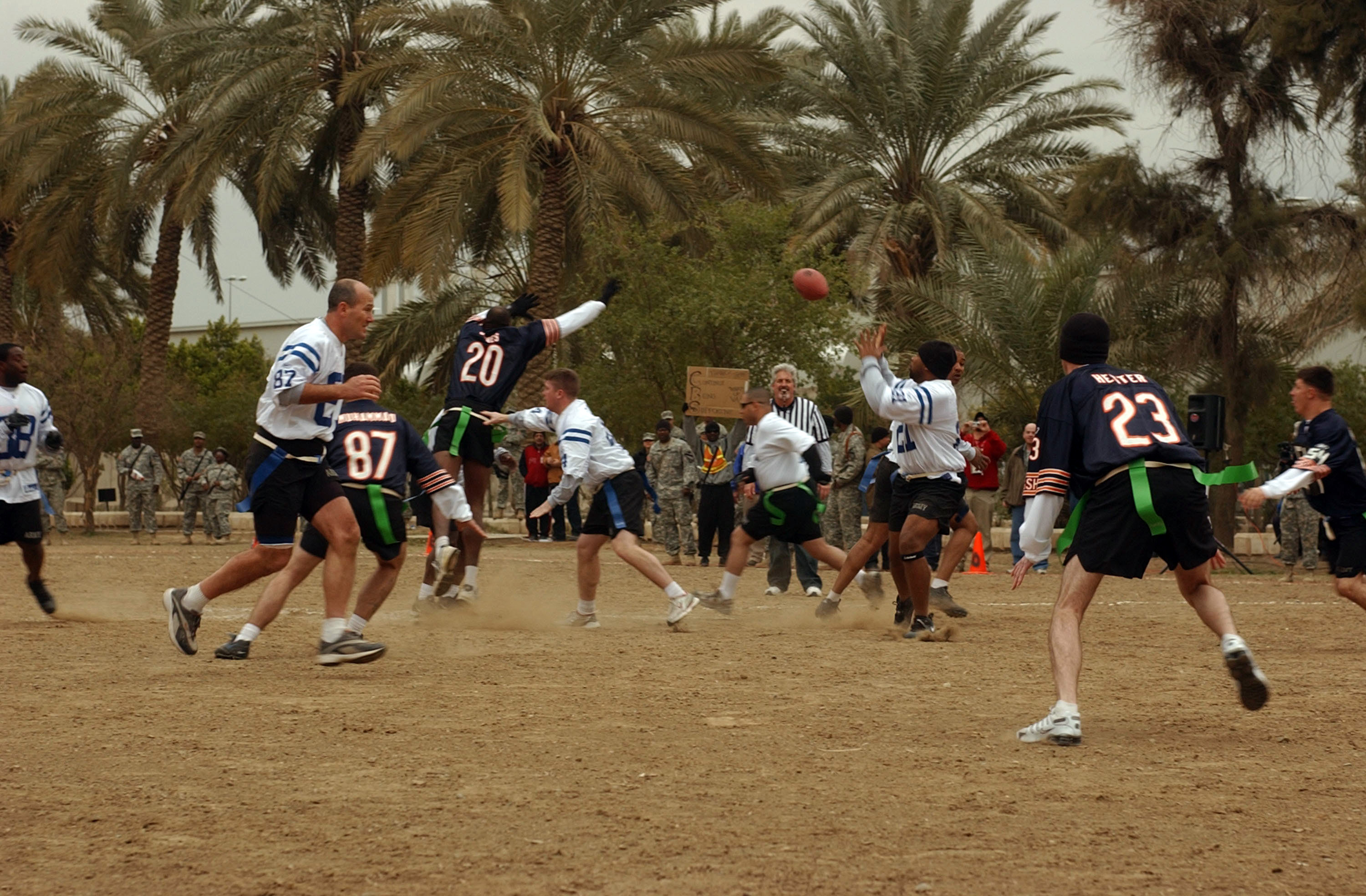
Futbol flagowy w wykonaniu żołnierzy amerykańskich stacjonujących w Bagdadzie.

Futbol flagowy (ang. flag football) – odmiana futbolu amerykańskiego, w której zawodnicy „szarżują” przez zerwanie flagi lub szarfy z ubrania przeciwnika.
W większości lig futbolu flagowego stosuje się pasy, do których doczepia się kilka flag – w liczbie zależnej od wytycznych ligi.
Dyscyplina zdobyła popularność w Stanach Zjednoczonych i Europie.
W maju 2010 r. we Wrocławiu wystartowała szkolna liga futbolu flagowego, Super Flag Bol.

## Futbol flagowy w Polsce
Futbol flagowy był obecny w Polsce jako uzupełnienie treningów futbolu amerykańskiego. W 2015 roku w Warszawie powstał klub zajmujący się wyłącznie futbolem flagowym – Wombaty Warszawa. W 2015 roku w Rudzie Śląskiej zostało również powołane do życia Polskie Stowarzyszenie Futbolu Flagowego „POLSKA FLAGÓWKA”. W 2016 roku został rozegrany pierwszy sezon Warszawskiej Ligi Flagówki, w której wystartowało 8 drużyn. Pierwsze miejsce w rozgrywkach zdobyła drużyna Clockwork Orange, która w finale pokonała Wombaty Warszawa.
Druga edycja Warszawskiej Ligi Flagówki, która odbyła się na jesieni 2017 roku, zakończyła się zwycięstwem Wombatów Warszawa. Wombaty pokonały w finale zespół Clockwork Orange.